# 신모리야마역
신모리야마역(일본어: 新守山駅)은 일본 아이치현 나고야시 모리야마구에 있는 도카이 여객철도 · 일본화물철도의 역이다.
나고야 시내의 주오 본선의 역으로 유일하게 쾌속열차가 통과한다.

## 역 구조 및 승강장
섬식 승강장 2면 4선을 가지는 지상역. 나고야 역을 나와서부터 최초의 여객열차가 대피한 역이다.
통상은 역사에 가까운 쪽이 1번선이지만, 이 역은 역사의 반대쪽의 구 컨테이너 기지로 가까운 쪽의 승강장이 1번선으로 되어 있다.
2 · 4번선이 주 본선, 1 · 3번선이 부본선(대피선)이다. 일부의 보통열차는(하루에 1시간 당 2개 정도) 이 역으로 후속의 쾌속 열차 · '센트럴 라이너' · 특급 '시나노'를 대피한다. 열차 운행 시간표 혼란 시에는, 이 역을 통과하는 쾌속을 운전 정차하여, 우등 열차를 앞으로 보내는 경우도 있다.
이 외에도, 2개의 승강장의 사이로 측선이 2개 있어, 구내에도 사용되어 있지 않는 측선이 복수이다. 화물열차의 발착이 있던 즈음에는, 여객 승강장의 서쪽으로 구분선, 그 남쪽으로 3면 4선의 컨테이너 승강장이 있었다.
역사는 역 구내 동쪽에 있어, 두 개의 승강장과는 지하통로로 연결되어 있다. 도카이 교통 사업이 업무를 위탁하는 업무위탁역으로, 지쿠사역이 이 역을 관리하고 있다. 역사 내부에는 발권 창구나 자동 개찰기, 승차권 자동 발매기등이 있다.
JR의 특정도구 시내 제도에 걸친 '나고야 시내'의 역이며, 주오 본선에서는 이 역이 나고야 시내의 동한이다.
| 1 | ■ 주오 본선 | 하행 | 다지미 · 나카쓰가와 방면 |
| 2 | ■ 주오 본선 | 상행 | 나고야 방면              |

## 이용 현황
나고야 시 통계 연감에 의하면, 이 역의 하루 평균 승차 인원은 이하와 같이 추이되고 있다.
- 2004년도 - 7,267명
- 2005년도 - 7,454명
- 2006년도 - 7,283명
- 2007년도 - 7,299명
- 2008년도 - 7,415명
- 2009년도 - 7,392명

## 역 주변
- 아피타 신모리야마 점
- 로얄 홈 센터
- 국도 제19호선
- 아사히 맥주 나고야 공장
- 아사히 맥주 신모리야마 배송 센터
- 닛폰 밀크 커뮤니티 나고야 공장
- 산요 물산 본사 공장

## 역사
현재의 주오 본선에 해당하는 노선 중, 나고야 - 다지미 간의 개업은 1900년으로 거슬러 올라가, 오조네 역부터의 거리가 짧은 것 등도 있어, 모리야마에는, 오랫 동안, 역이 설치되어 있지 않았다.
1958년 1월, 나고야시는, 지쿠사역과 오조네 역의 화물사업을 통합해 이전하는 도시계획안을 책정해, 화물 신역으로서, 현재 이 역의 장소를 후보지로 했다. 같은 해 3월, 현지 모리야마 시는 주오 선 모리야마 역 발족 위원회를 설치해, 이듬 1959년 1월에는, 현지 주민에 의한 모리야마 역 설치 현지 대책 협의회가 발족해, 모리야마 시 의회는 주오 선 모리야마 역 대책 위원회가 조직되었다. 농지가 줄어들고, 화물역만의 신역으로는 필요가 없는 등의 논의가 나와, 조정은 난항했다. 그 후, 협의가 계속되어, 여객 취급도 포함했던 일반역으로서 개업하는 것으로 되어, 기관구와 구별로 협정이 체결되어, 신역 설치가 결정했다. 1960년 4월부터, 토지의 매수가 개시되어, 그 후, 신역 설치 공사가 시작되었다.
이와 같은 경위를 지나, 신모리야마역은 1964년 4월 1일 개업했다. 개업 당시, 같은 나고야 시 모리야마 구(1963년, 모리야마 시가 나고야 시에 합병)내에, 나고야 철도 세토 선의 모리야마시 역(현재의 모리야마지에이타이마에 역)이 있어, 당시의 일본국유철도에는, 시가현에 모리야마역이 존재했던 것부터, 중복을 피하기 위해 모리야마의 앞에 신(新)이 씌워졌다.

### 화물 취급의 축소
개업 이래, 화물 업무가 중심이었기 때문에, 여객 업무에 대해서도 화물 직원이 겸임하고 있다. 그러나, 그 후 화물의 취급은 서서히 축소하고 있었다.
일단은 컨테이너 화물의 취급도 폐지되었지만, 일본국유철도 분할 민영화 후의 1989년 1월 19일에 컨테이너 화물 취급을 재개했다.
그러나, 1997년 3월 22일부터는, 화물열차의 발착이 없는 자동차 대행 역이 되었다. 컨테이너 승강장만은 남아진 것도, 취급화물은 거점역인 나고야 화물 터미널 역과의 트렁크편으로 수송하는 취급으로 되었다. 자동차 대행 후는, 수송력을 유연하게 조정하는 일이 할 수 있게 되어, 취급량 자체는 일시적으로 증가했다.
1999년 11월 1일, 컨테이너 승강장은 이전에 구분선이었던 장소로 이전했다. 이것에 의해, 화물 시설의 부지면적은 1,500 평방m부터 4,000평방m로, 컨테이너 유치 개수는 350개부터 120개로 축소했다. 이것에 의해 염출되었던 컨테이너 승강장 부지는, 일본화물철도의 관련 사업용지로서, 아피타 신모리야마 점, 로열 홈 센터 신모리야마 점등의 쇼핑 센터로 재개발되었다.
2005년에는, 트렁크편도 폐지되어, 임시 차급 화물만을 취급하듯이, 화물열차의 발착은 없어졌다. 그 후도 컨테이너 승강장은 운용되는 것 없이 그대로 남아지고 있다.

### 연표
- 1964년 4월 1일: 국철 주오 본선의 가치가와 - 오조네 간에 신설 개업.
- 1978년 2월 11일: 소하물의 취급을 폐지.
- 1984년 1월 20일: 컨테이너 화물의 취급을 폐지.
- 1987년 4월 1일: 일본국유철도 분할 민영화에 의해, 도카이 여객철도 · 일본화물철도가 승계.
- 1989년 1월 19일: 컨테이너 화물의 취급을 재개.
- 1992년 11월: 발권 창구 영업 개시.
- 1997년 3월 22일: 화물 열차의 설정이 폐지. 트렁크 편 운행 개시.
- 1999년 11월 1일: 컨테이너 기지가 구 구분선 부지에 이전.
- 2005년 5월 1일: 트렁크 편의 발착이 폐지.
- 2006년 11월 25일: TOICA 도입.

## 인접 역
| 도카이 여객철도 주오 본선         | 도카이 여객철도 주오 본선 | 도카이 여객철도 주오 본선 |
| --------------------------------- | ------------------------- | ------------------------- |
| 가치가와 다지미 · 나카쓰가와 방면 | ■ 주오 본선               | 오조네 나고야 방면        |